# Schlaufe

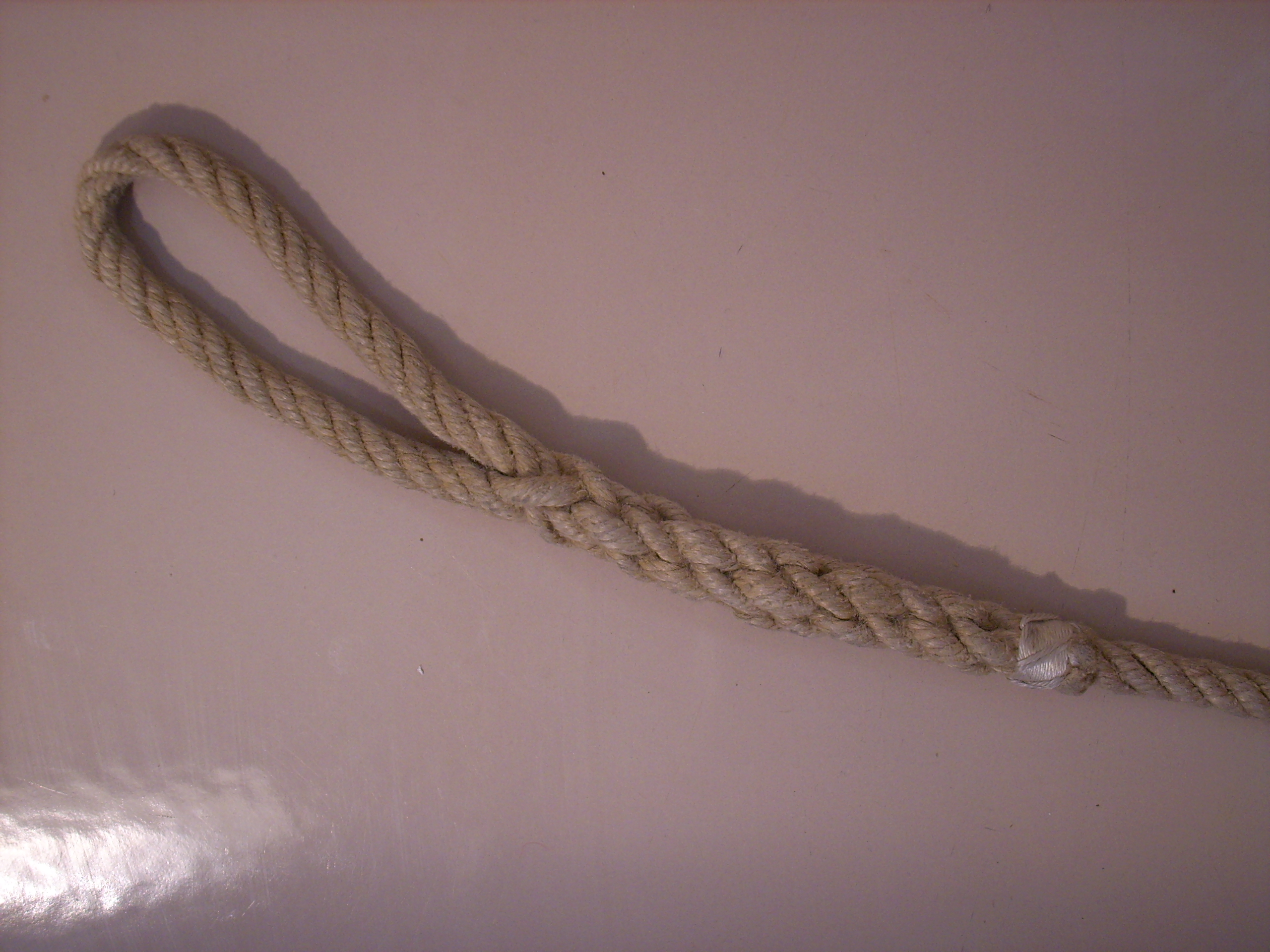
Augspleiß

Eine Schlaufe im Sinne der Knotenkunde ist ein feststehendes Auge (O-förmiges Stück) in Tau- und Bandwerk, das sich nicht löst und nicht zuzieht.
Es gibt sie: 
- als Knoten (wie der Palstek)
- als geknüpftes, gespleißtes, gepresstes, genähtes oder ähnlich fixiertes Auge am Seil-/Bandende
- als Endlos- und Bandschlingen, d. h. ringförmig verbundene (gespleißte, verknotete oder vernähte) Schlaufen.

Fachsprachlich nennt man Schlinge nur die zulaufende (zuziehende) Seilschlinge, wie die am Henkerknoten: Zieht man ein freies Ende durch die Schlaufe am Tau bzw. im Band, so erhält man die einfachste Schlinge – die Umgangssprache trifft diese Unterscheidung nicht.
Eine offene Tauwerksschlaufe (U-förmiges Seilstück) wird als Bucht bezeichnet; wenn sie um ein festes Stück läuft, als Einfacher- oder Halber Schlag.

## Beispiele

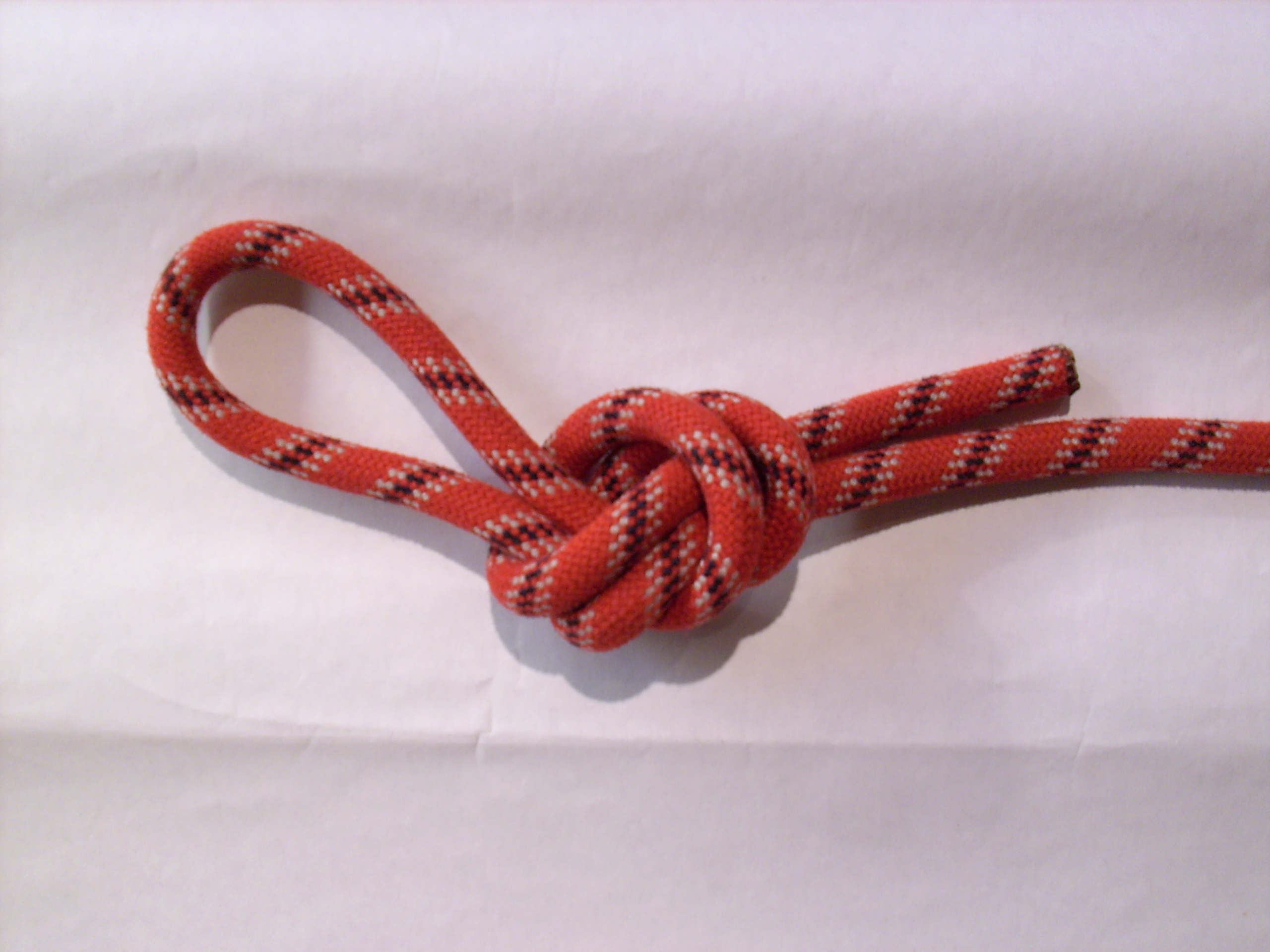
Überhandschlaufe, auch Führerknoten oder Sackstich (Schlaufenform) genannt.
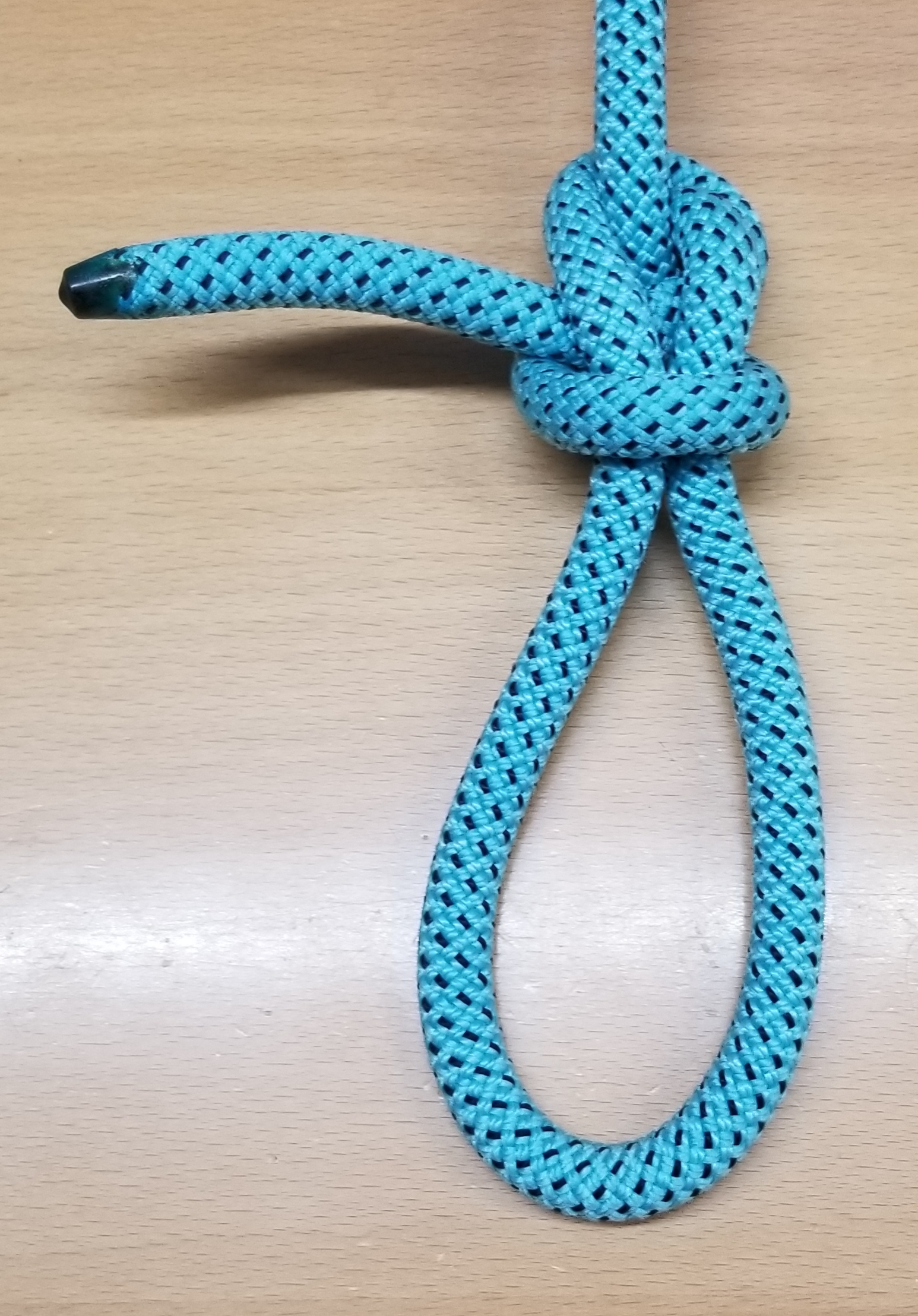
Anglerschlaufe
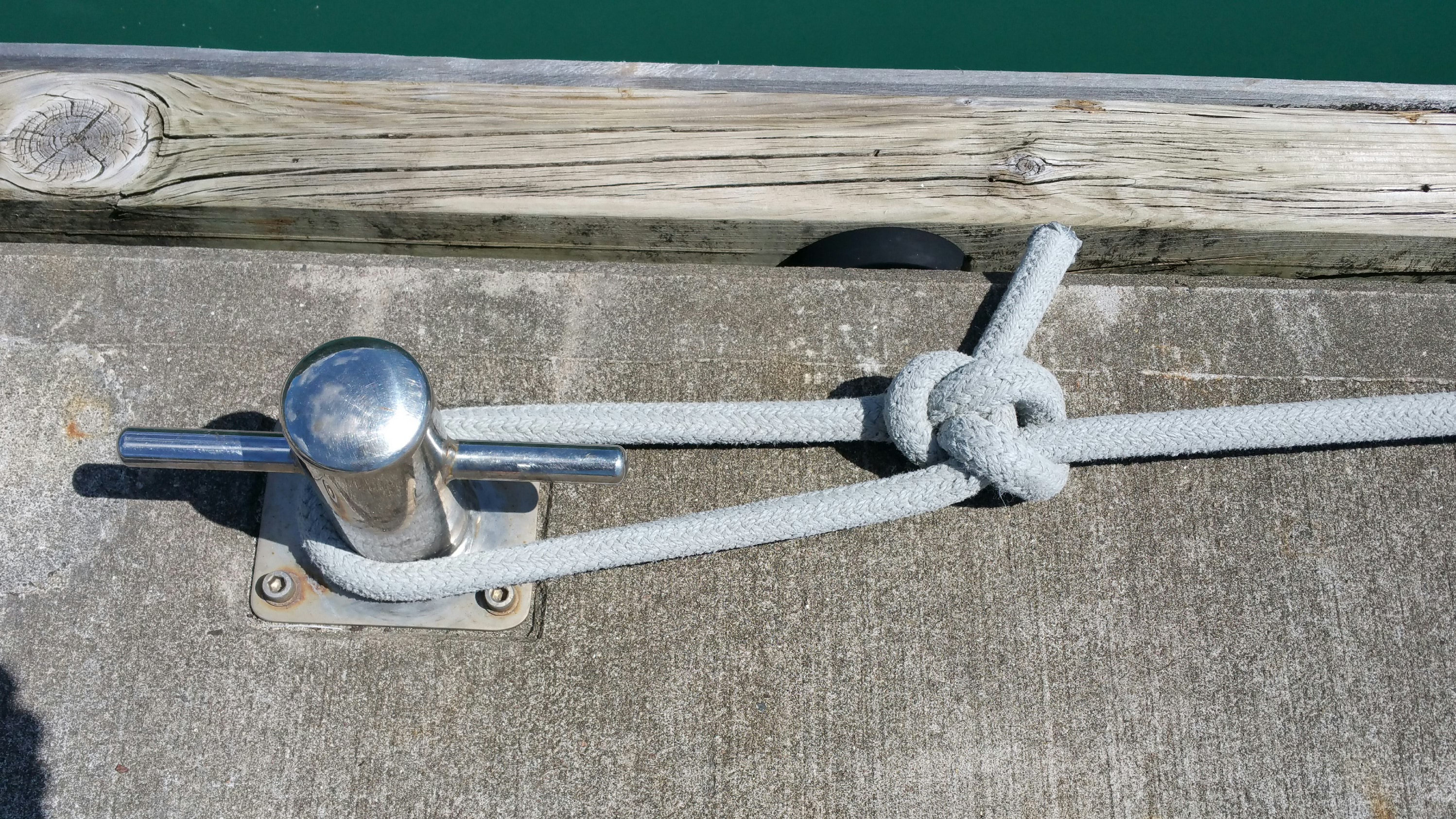
Palstek
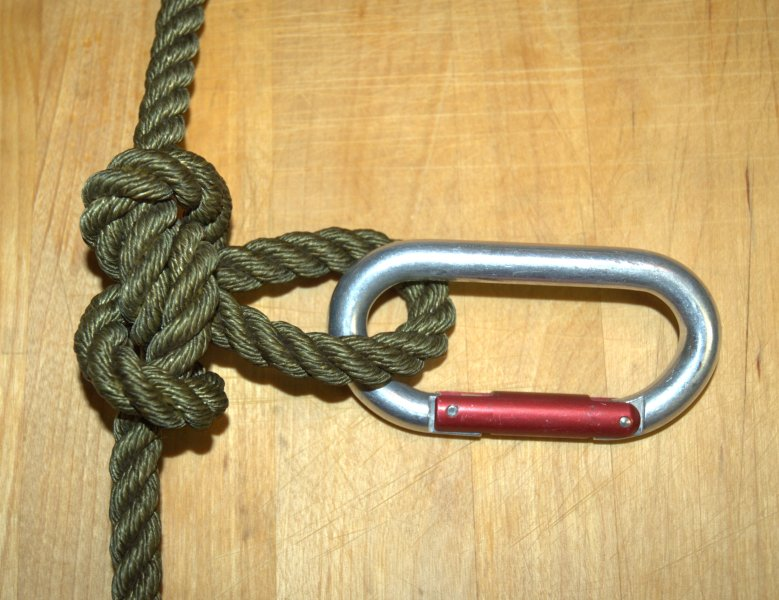
Schmetterlingsknoten
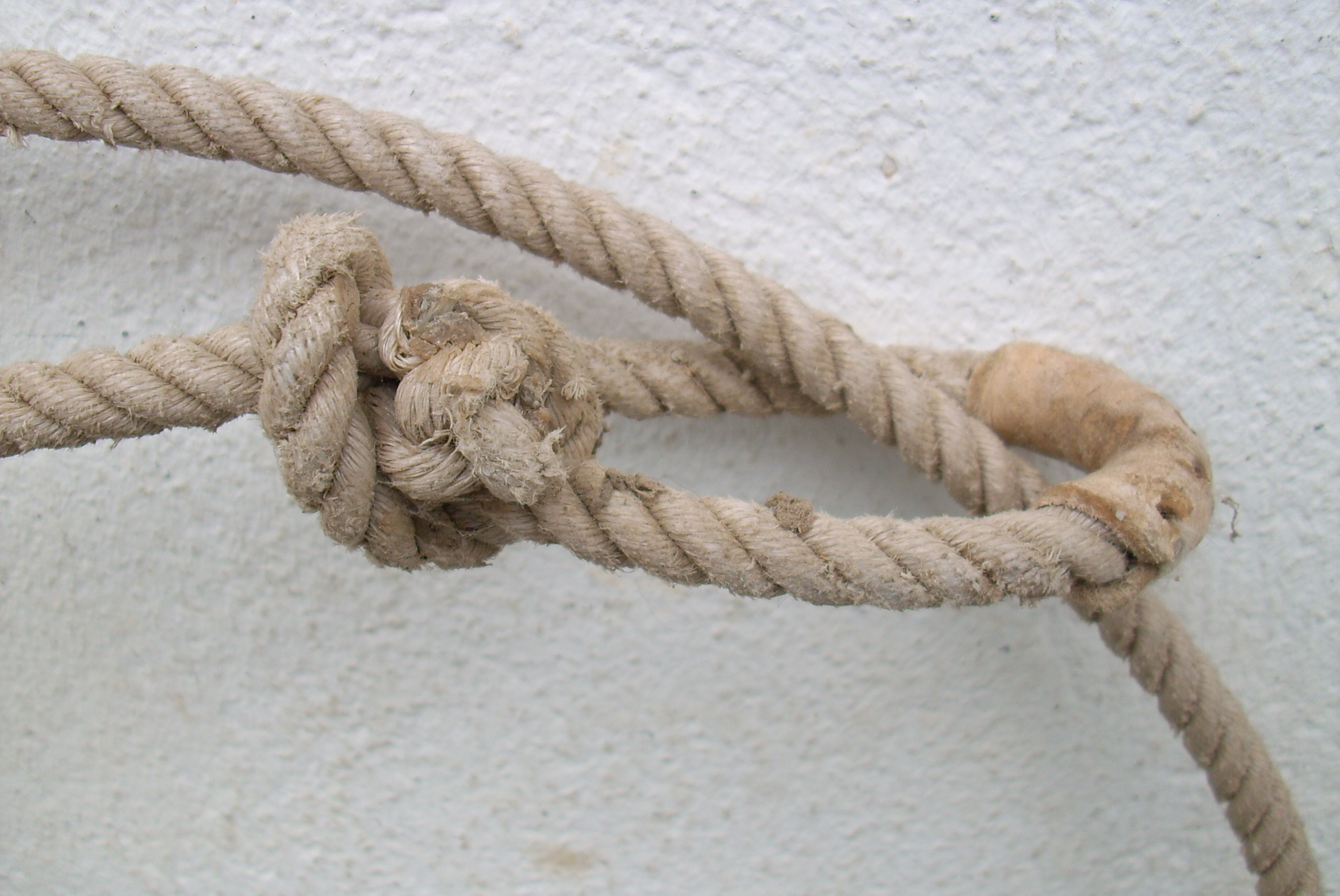
Lassoknoten
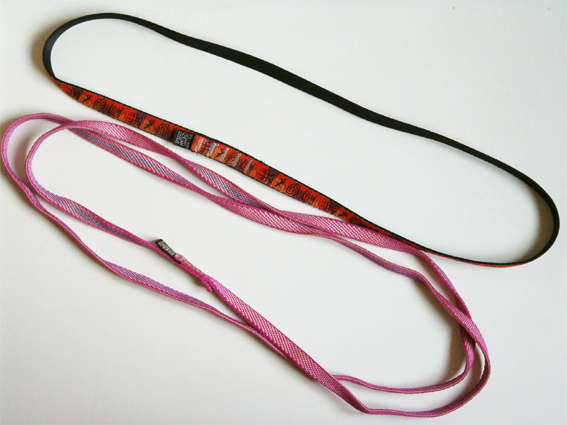
Bandschlinge
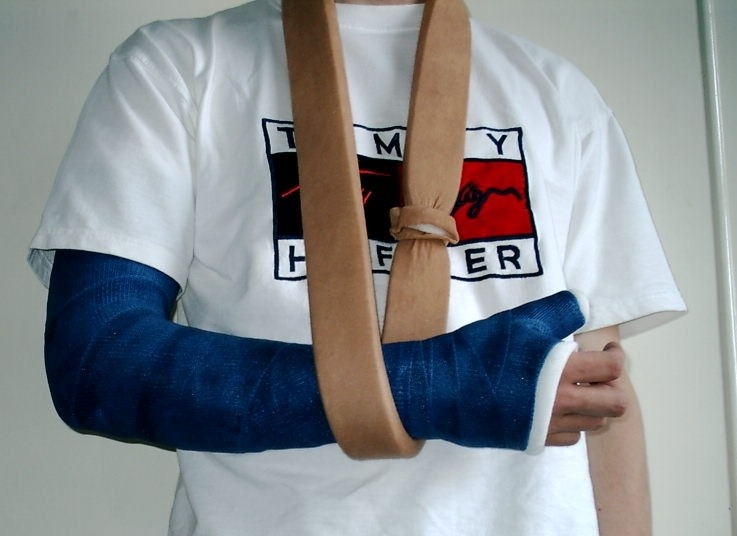
Armschlinge
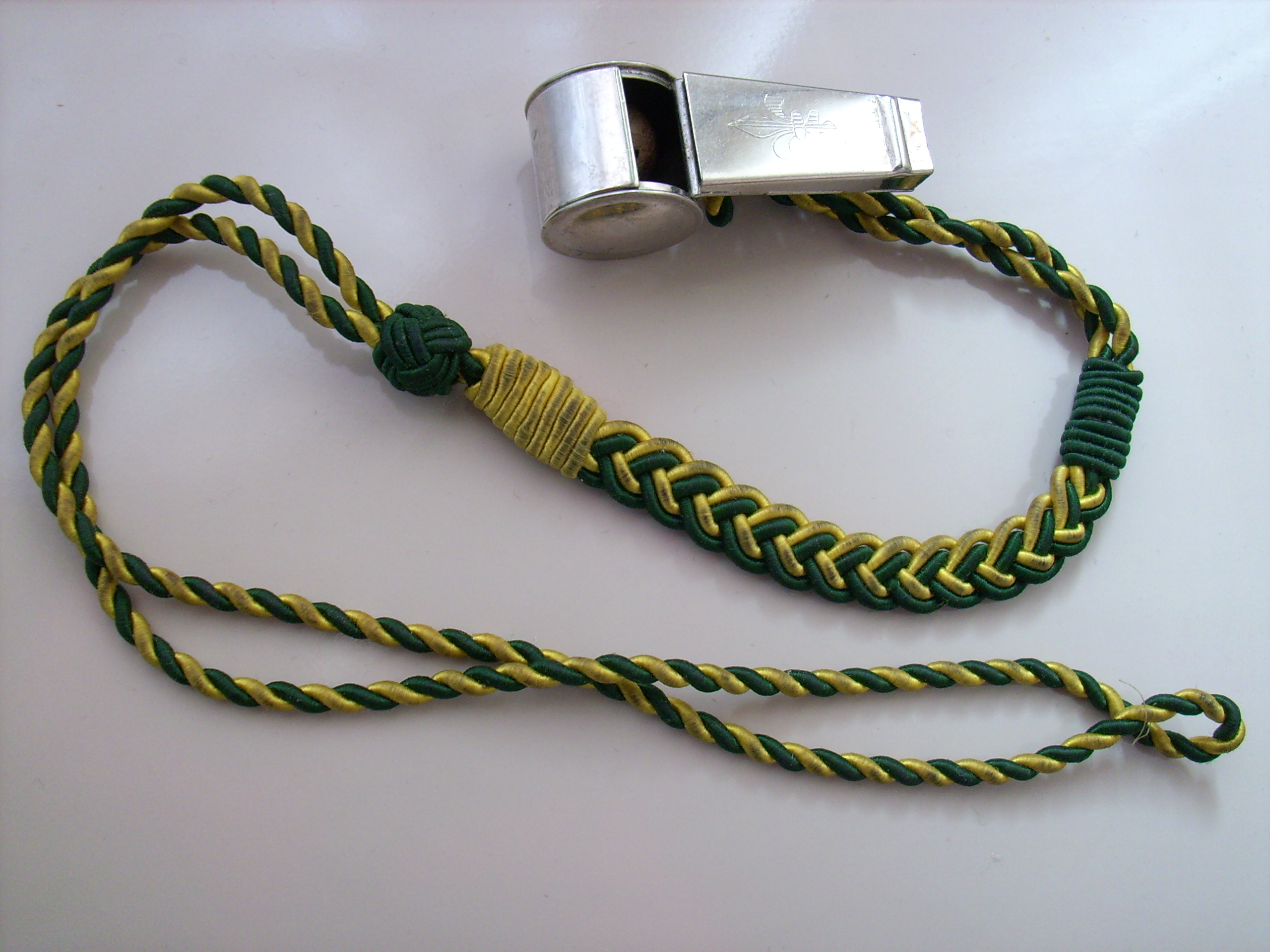
Geflochtenes Umhängeband
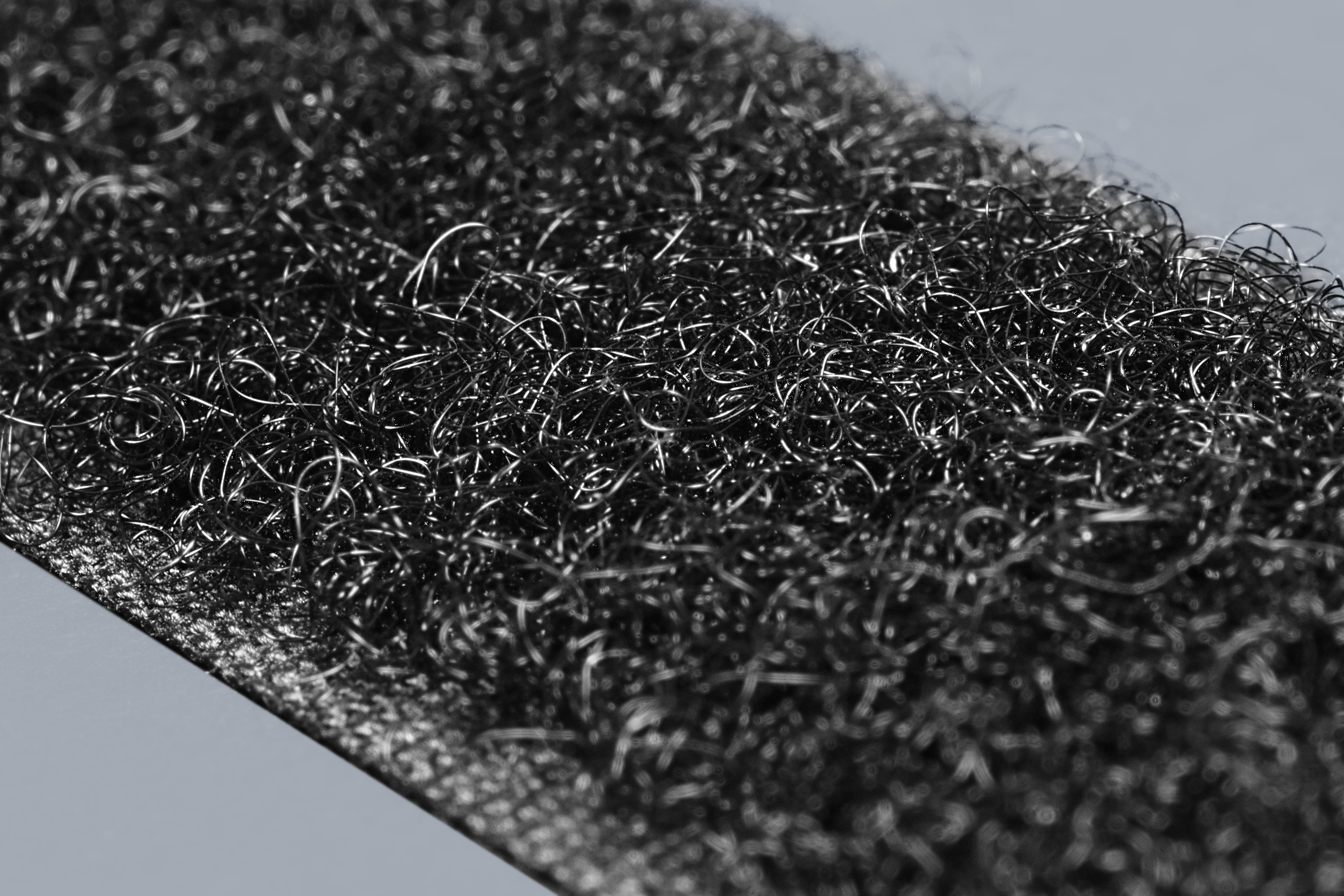
Klettband mit Schlaufen
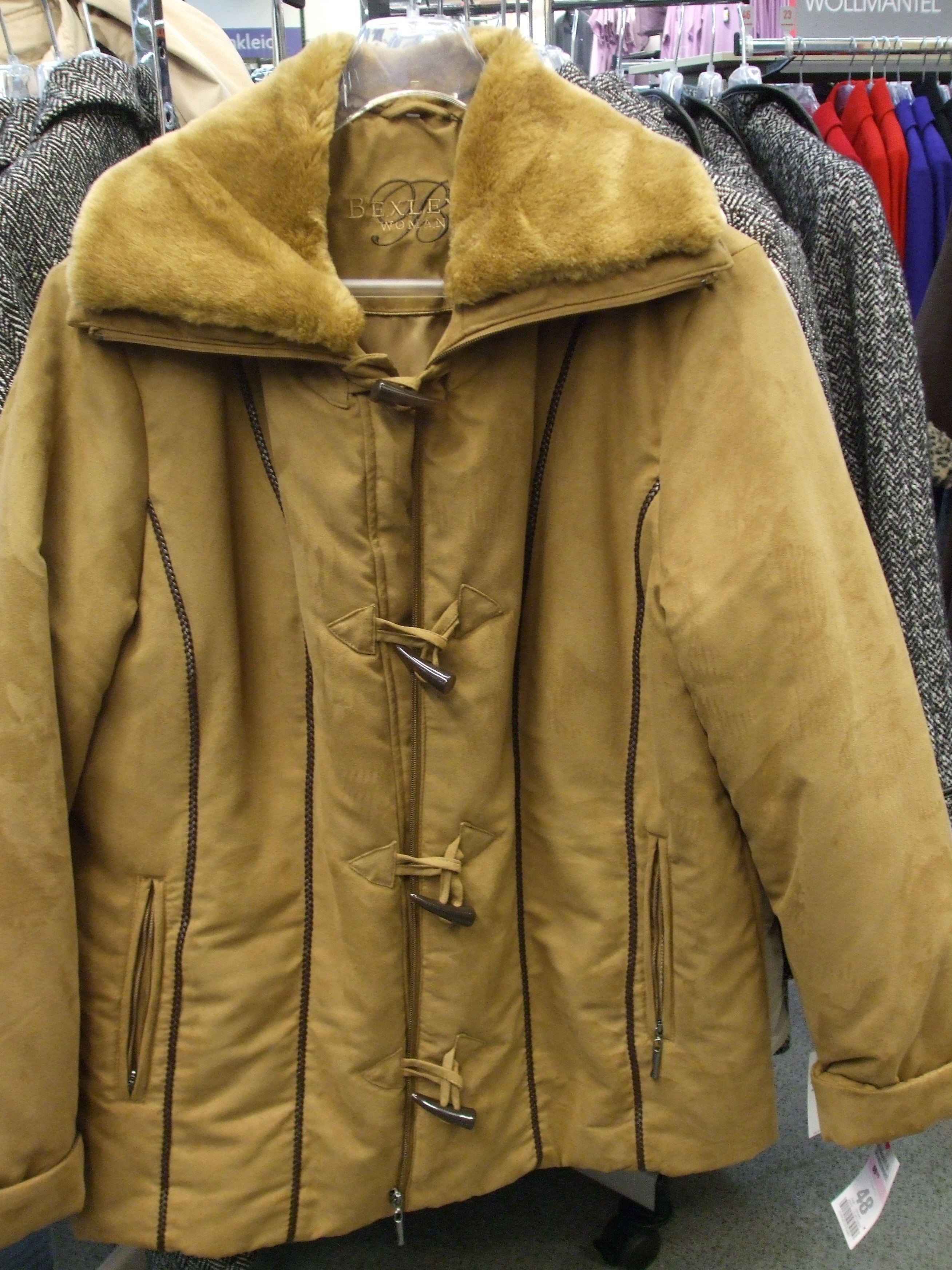
Knebelverschluss. Kombination von Knebeln und Schlaufen

## Funktionen und Verwendungen
Folgende Schlaufen haben in ihrer Anwendung einen eigenen Namen:
- Knotenschlingen sind im Bergsport zu Schlaufen verknotete Reepschnüre, die als Ersatz für Klemmkeile verwendet werden.
- Als Sitzschlinge wird im Bergsport eine etwa 1,20 m lange Bandschlinge bezeichnet, die als behelfsmäßige Schlaufe einen Klettergurt ersetzt.
- Der Lassoknoten wird in einem Lasso als Schlaufe angewendet. Durch die Schlaufe wird das Seil gezogen, das dann eine Schlinge bildet.
- Eine Armschlinge in der Medizin ist eine feststehende Schlaufe.
- Ein Umhängeband, engl. Lanyard ist eine, oft mit Werbung bedruckte, Trageschlaufe für Veranstaltungs-Ausweise, Schlüssel, Portemonnaies, MP3-Player und anderes.

### In Textilwerkstoffen
Besondere Bedeutung hat die Schlaufe bei Textilwerkstoffen für die Florgewebe, bei denen senkrechtstehende Fadenbögen, dann auch Flottung genannt, in die Fläche eingearbeitet sind. Sie können belassen oder aufgeschnitten werden. Zu diesen Geweben gehören etwa die Teppiche, der (echte) Samt oder das Frottee.
Eine besondere Anwendung der Schlaufe ist der Klettverschluss: Eine Seite verbleibt in Schlaufen, die andere Seite wird so aufgeschnitten, dass sich Haken bilden. Beim Schließen hängen sich die Haken in die Schlaufen; durch ihre große Zahl ergibt sich eine feste Haftverbindung, die sich aber auch gut wieder lösen lässt.